# Kattguldstekel
Kattguldstekel (Hedychridium mediocrum) är en stekelart som beskrevs av Linsenmaier 1987. Kattguldstekel ingår i släktet sandguldsteklar (Hedychridium), och familjen guldsteklar. Arten har ej påträffats i Sverige.